# Floribert Songasonga Mwitwa
Floribert Songasonga Mwitwa (* 29. August 1937 in Kalasa; † 31. Dezember 2020 in Lubumbashi) war ein kongolesischer Geistlicher und römisch-katholischer Erzbischof von Lubumbashi.

## Leben
Floribert Songasonga Mwitwa empfing am 14. August 1963 die Priesterweihe für das Erzbistum Elisabethville. Nach seinem Studium der Geisteswissenschaften studierte er Philosophie in Kalemie und Katholische Theologie in Tournai, Belgien. Er begann seinen priesterlichen Dienst als Lehrer am kleinen Seminar von Lubumbashi, bevor er Pastor der Kathedrale und Bischofsvikar von Bischof Kabanga wurde.
Papst Paul VI. ernannte ihn am 25. April 1974 zum Bischof von Kolwezi. Die Bischofsweihe spendete ihm der Erzbischof von Kinshasa, Joseph-Albert Kardinal Malula, am 24. August desselben Jahres; Mitkonsekratoren waren Victor Petrus Keuppens OFM, emeritierter Bischof von Kolwezi, und Tharcisse Tshibangu Tshishiku, Weihbischof in Kinshasa.
Papst Johannes Paul II. ernannte ihn am 22. Mai 1998 zum Erzbischof von Lubumbashi. Er war Apostolischer Administrator des Bistums Sakania-Kipushi (2001–2004) und des Bistums Manono (2001–2004). Seinem Rücktrittsgesuch am 1. Dezember 2010 wurde von Papst Benedikt XVI. stattgegeben.